# داگلاس کلوداستر ۲
داگلاس کلوداستر ۲ (به انگلیسی: Douglas Cloudster II) یک هواپیمای ساختِ کارخانهٔ شرکت هواپیماسازی داگلاس در کشور ایالات متحده آمریکا است. این هواپیما برای نخستین بار در ۱۲ مارس ۱۹۴۷ میلادی مورد استفاده قرار گرفت.